# バラデーロ
バラデーロ（スペイン語: Varadero, スペイン語発音: [baɾaˈðeɾo]）は、キューバのリゾートタウン。自治体としてはマタンサス州カルデナスに属する。バラデーロはキューバ有数の観光地であり、国の経済に貢献している。1887年12月5日に町が建設され、1976年7月3日に単独の自治体となった。

## 地理

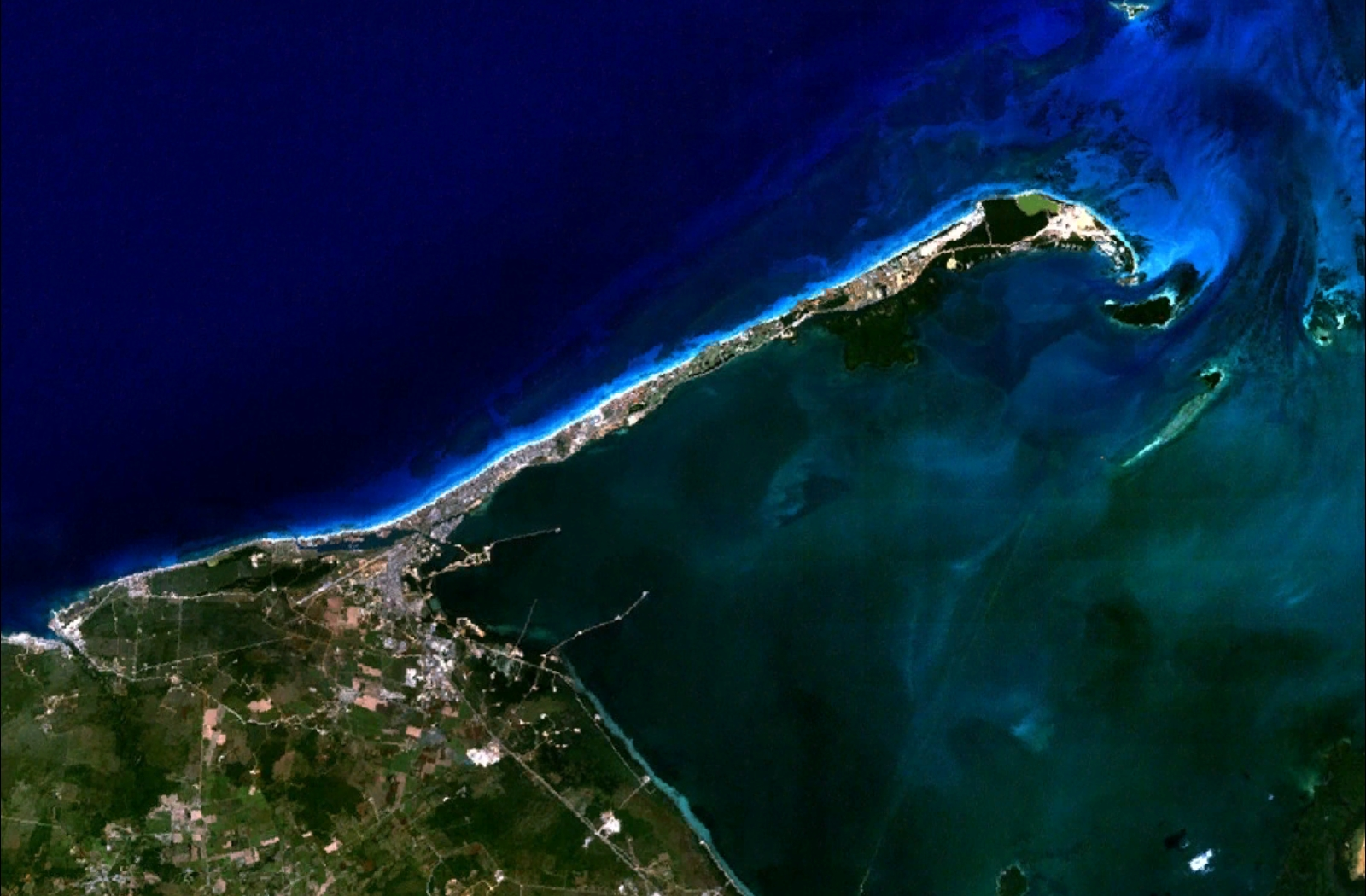
イカコス半島の砂嘴、カルデナス湾（右下）、フロリダ海峡（左上）

キューバの首都ハバナから140km東、ビア・ブランカ道路東端付近には砂嘴からなるイカコス半島がある。バルデーロはイカコス半島全域からなる地区であり、砂嘴の南東側はカルデナス湾に、北西側はフロリダ海峡に面している。
約20kmの長さを持つイカコス半島は、もっとも広い部分でも1.2kmの幅しかない。フロリダ海峡に面した北西側には白砂の海岸が広がっており、カルデナス湾に面した南東側は岩礁となっている。カワマ運河が半島の付け根付近を横断しており、キューバ島と半島はこの運河によって隔てられている。この運河は長さ5.1km、全幅40m、水深4.5mである。この運河には可動橋が架けられている。
イカコス半島はキューバ島本土から北東に向かって伸びており、先端部のイカコス岬はキューバ島最北端点である（国内最北端ではない）。半島の北東側はいくつもの原生林や海岸を持ち、1974年には3.12km2の範囲がイカコス岬自然保護区に指定された。イカコス岬自然保護区内には、250mの長さを持つアンブロシオ洞窟、鳥類31種と爬虫類24種が生息するマンゴン湖、「頭蓋骨」の意味を持つラ・カラベーラ遺跡、スペイン人が新世界に初めて築いた製塩所などがある。海岸近くには岩礁が発達しており、サバナ＝カマグエイ諸島の西端部にはピエドラス岩礁やクルス・デル・パドレ岩礁がある。

## 歴史
今日のバラデーロ近辺には先史時代から人類が居住しており、ムスルマネス洞窟やアンブロシオ洞窟には洞窟絵画が残されている。
16世紀にこの地域にやってきたスペイン人は、牧畜、船舶のための木材の伐採、製塩などを行った。イカコス半島の港は乾ドック（スペイン語でvaradero）として使用された。1555年に初めて言及されてから、バラデーロという名称で呼ばれている。16世紀末にはラ・カラベラ岩塩鉱山が稼働を開始し、この岩塩鉱山はスペインの植民地だった新世界においてもっとも重要な岩塩鉱山とされている。
1815年にはパソ・マーロの近くに初の村が誕生し、1828年11月には初めて町の建設が試みられた。独立戦争の期間中には、1884年と1886年にこの地で独立主義者による上陸作戦が行われた。バラデーロの町が建設されたのは1887年12月5日であり、カルデナスからやってきた裕福な10家族が建設許可を得た。1910年には毎年恒例のレガッタ大会が初開催され、5年後には「バラデーロ」（のちに「クルブ・ナウティコ」）という名称のバラデーロ初のホテルが建設された。その後は裕福なハバナ住民にとってのリゾート地となり、1930年代初頭にはアメリカ人実業家のイレネー・デュポンが半島に邸宅を建設した。アメリカ人ギャングのアル・カポネを含めて、1930年代から1950年代には多くの著名人が休暇地としてバラデーロを訪れている。この時期には豪華な邸宅やホテルが続々と建設され、富裕層にとってのリゾート地となった。1959年1月1日時点の半島の人口は3,162人だった。
1959年のキューバ革命後、アメリカ人富裕層などが所有していた多くの邸宅が没収され、美術館・ギャラリー・大使館などに置き換えられた。あらゆる社会階級のキューバ人や外国人にとっての観光地となることに主眼が置かれた。1960年代から1980年代にかけて、バラデーロでは多くのコンサート、フェスティバル、スポーツイベントが開催された。
行政的再配分の結果、1976年7月3日にはカルデナスの他地域から独立して単独の自治体となった。1981年には歴史博物館が開館。1980年代には国外からの観光客向けの初のホテル「シボニー」「アタビー」が建設され、1990年にはキューバ政府が本格的に観光産業の振興に取り組むようになった。バラデーロでは再びホテル建設ラッシュが起こり、その大半は4つ星または5つ星ホテルだった。2010年にはキューバ国会で承認された法案によって、再びカルデナスの自治体に組み込まれている。

## 観光

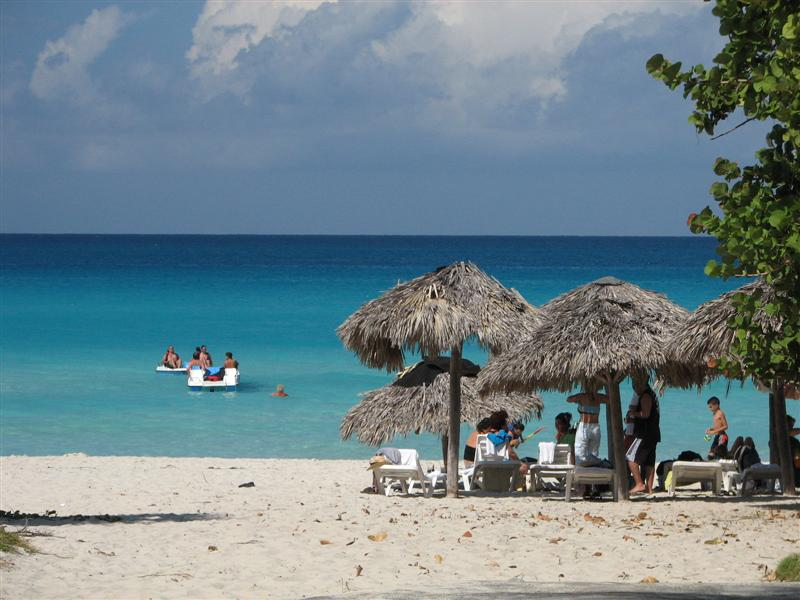
バラデーロの海岸

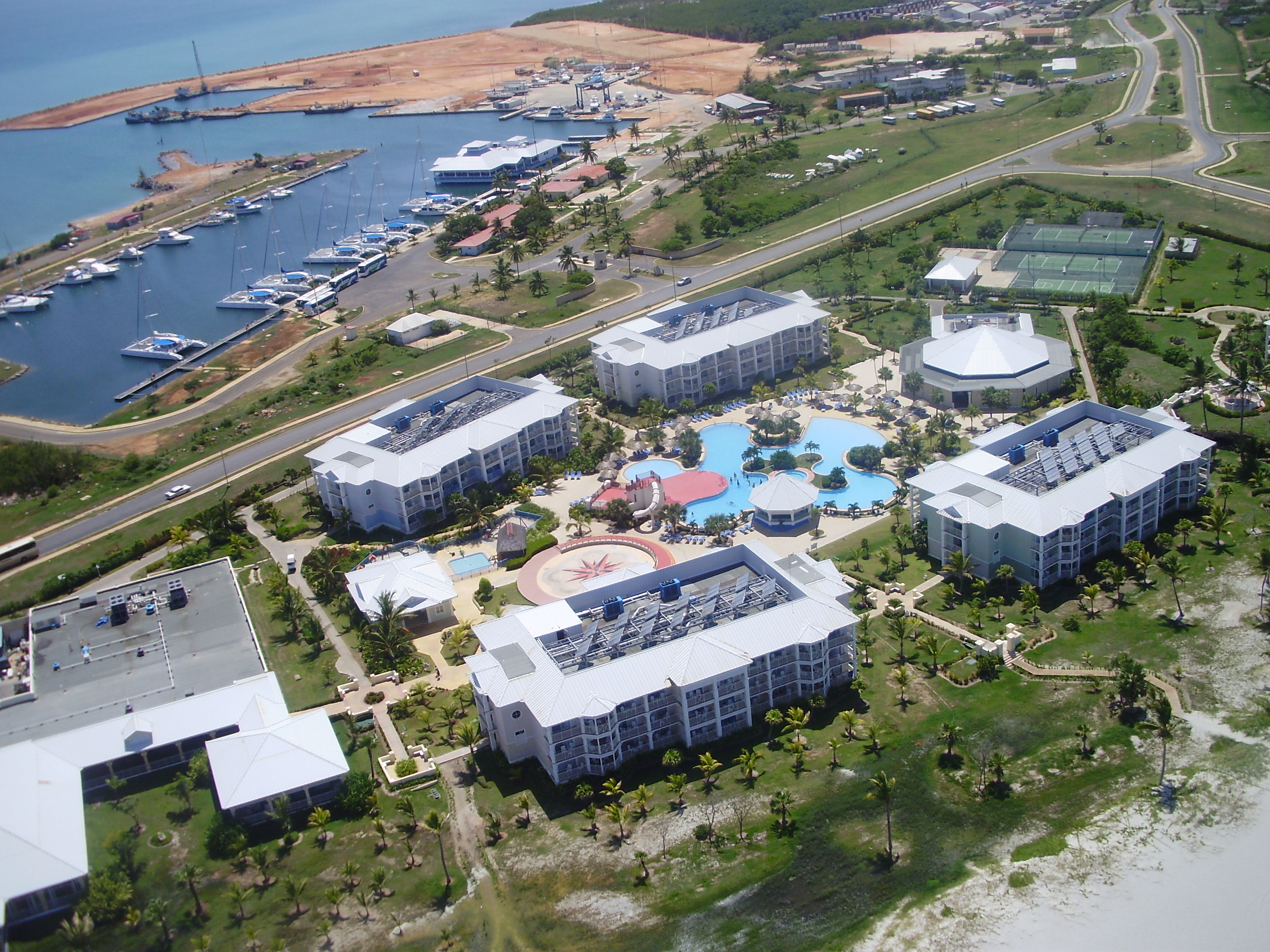
大規模ホテル

バラデーロは白砂の海岸が20kmに渡って続くリゾートタウンである。60以上のリゾートやホテルを有し、年間100万人以上の観光客を集めるキューバ最大の観光地である。バラデーロを訪れる観光客の中心はカナダ人、ヨーロッパ人、ラテンアメリカ人である。バラデーロを訪れるアメリカ人観光客は増加しているものの、アメリカ政府はキューバ入国に規制を設けている。
今日のバラデーロでは41のホテルが計12,142室を有しており、14%が5つ星、63%が4つ星、23%が3つ星と2つ星である。多くのホテルはメリア（スペイン）、バルセロ（スペイン）、TRYP（スペイン）などの外国企業との共同所有物として運営されている。キューバの観光業は世界に解放され、経済事情などが理由で国内の他地域から人々が訪れたため、この地域の人口は増加した。その一方で、バラデーロは社会的・文化的生活や地域の伝統の多くを失っていった。キューバ人や外国人が主導権を握ったホテル中心型の包括的観光が進展した結果、映画館や文化施設があったセントラルパークは放棄され、最終的には廃止された。
バラデーロ最大の観光資源は海岸であるが、その他にも洞窟や容易にアクセスできる岩礁などがある。マタンサス州にはバラデーロ以外に文化的・歴史的・環境的な見どころもあり、近隣のマタンサスやカルデナスの町、キューバ島の南岸にあるサパタ半島、サン・ミゲル・デ・ロス・バニョスのリゾート地などがある。スクーバダイビング、深海釣り、ヨット、その他のウォータースポーツのための施設を有している。

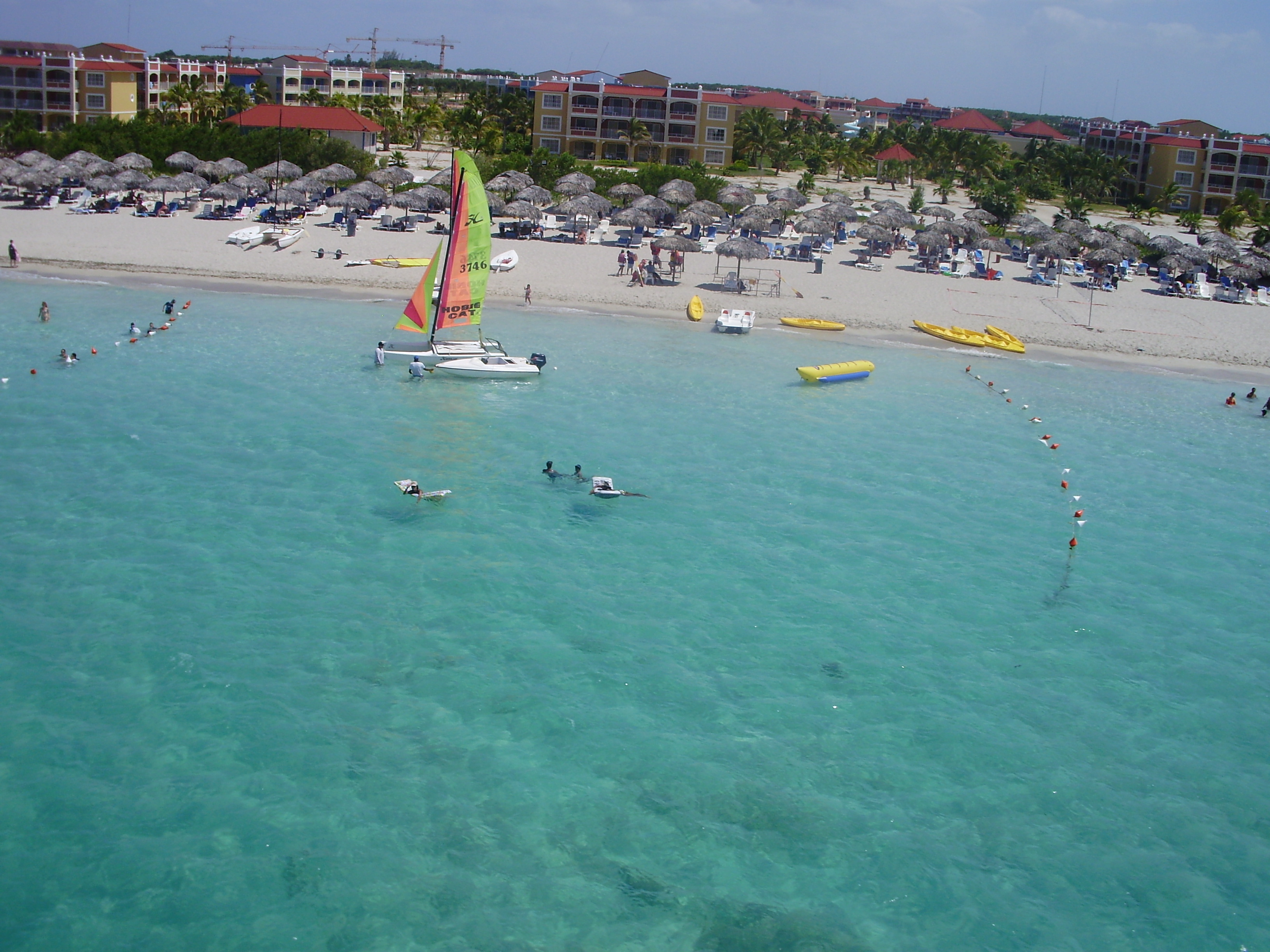
バラデーロの海岸
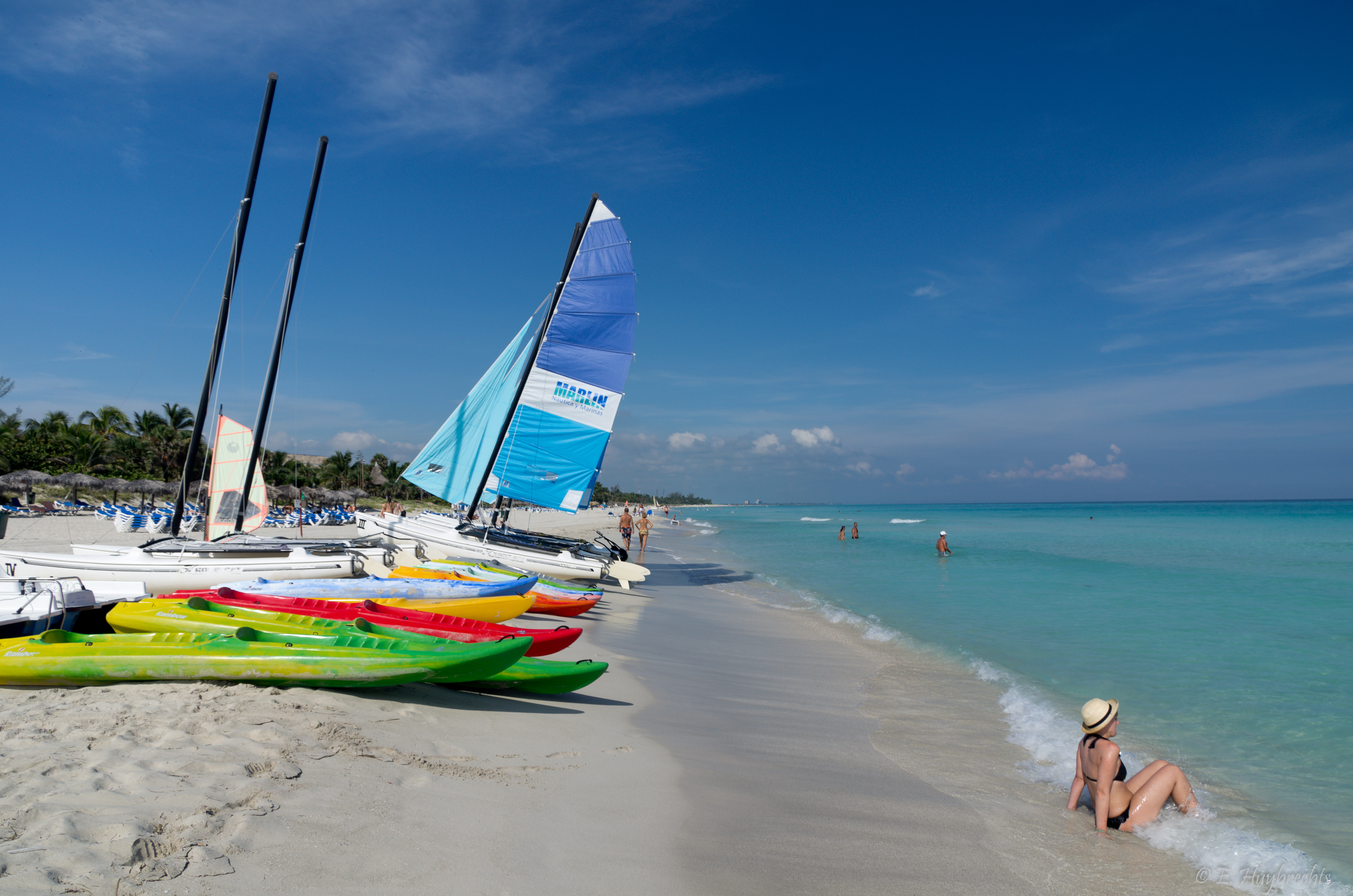
海岸に並ぶカヌーやヨット
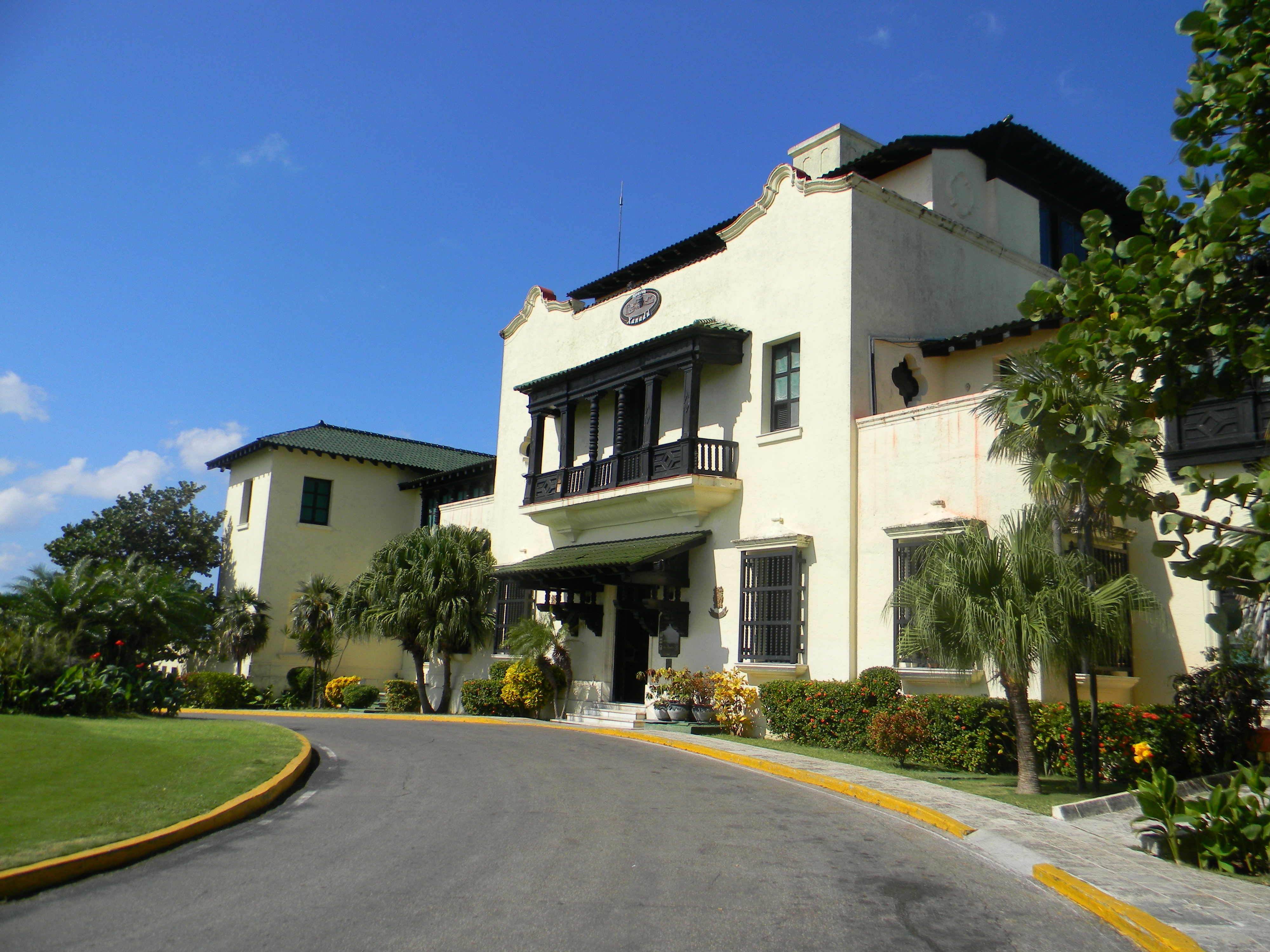
ホテル兼レストランのシャナドゥ邸

## 交通

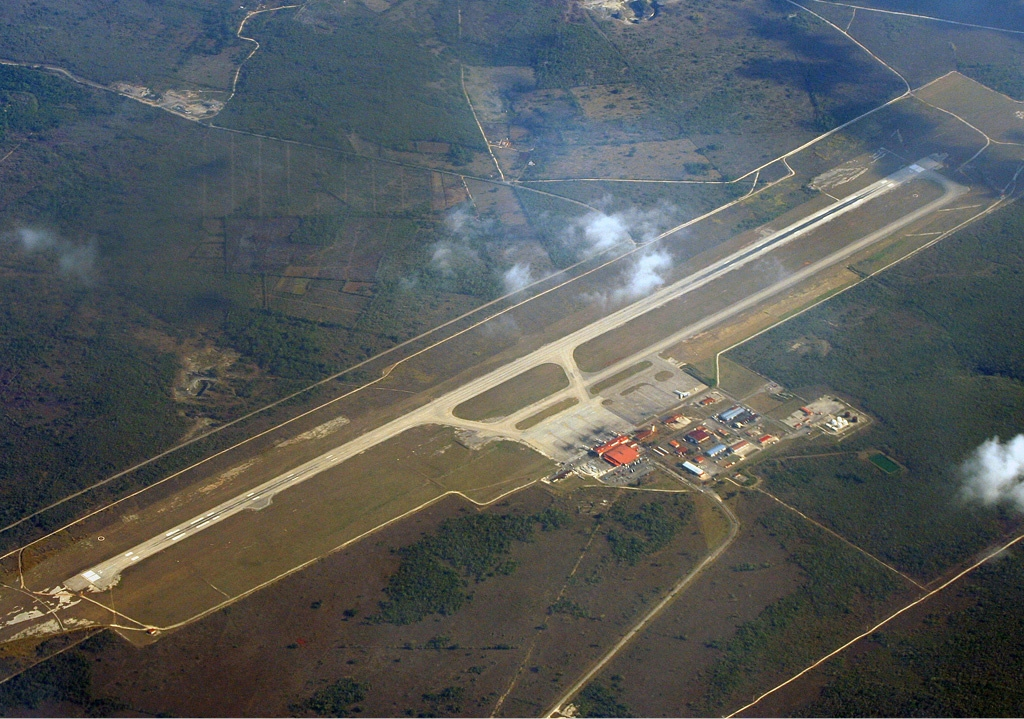
フアン・グアルベルト・ゴメス空港

バラデーロの中心部から20km南西、マタンサス州の州都マタンサス郊外にはフアン・グアルベルト・ゴメス空港がある。1989年にフィデル・カストロ議長によって開港し、より半島に近いバラデーロ空港（サンタ・マルタ空港）から置き換えられた。名称はジャーナリストでキューバ独立運動家のフアン・アルベルト・ゴメスに由来する。標高64mの場所にあり、3,502mの滑走路1本を有する。2009年の乗客数は128万人。フアン・グアルベルト・ゴメス空港はハバナのホセ・マルティ国際空港に次いで国内で2番目に乗客数の多い空港であり、南アメリカではブエノスアイレス、北アメリカではトロント、ヨーロッパではドイツの主要都市やアムステルダムなどへの国際便が運航されている。
キューバ国内からの交通手段としてはビアスルバスがあり、ハバナからの便はフアン・グアルベルト・ゴメス空港を経由している。空港やホテルでレンタカーを手配することもできる。バラデーロから約18km離れたカルデナスには鉄道駅があり、鉄道運賃はとても安価ではあるものの、そのスピードの遅さから観光客の交通手段には向かない。ハバナとバラデーロの間にはフェリーも運航されている。
半島内の交通手段としては、タクシー、ココ・タクシー（安価な三輪タクシー）、馬車、バスなどがある。バラデーロではオープントップの2階建てバス、オートバイの一種であるモペッド、数両の客車を連結したバスの一種であるドット・トレインズなどが運行されている。レンタルバイクやレンタサイクルなどを移動手段とすることもできる。

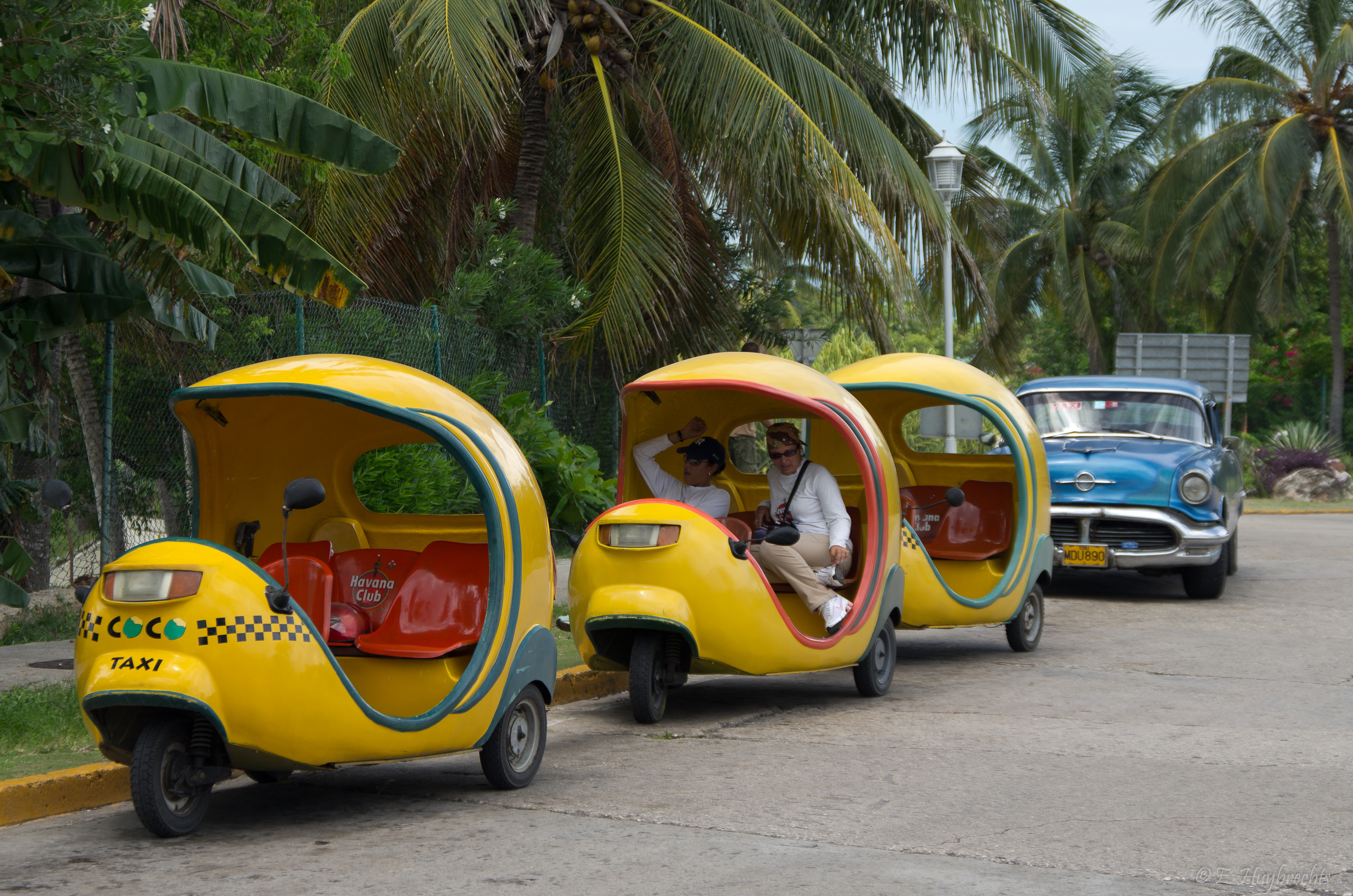
ココ・タクシー
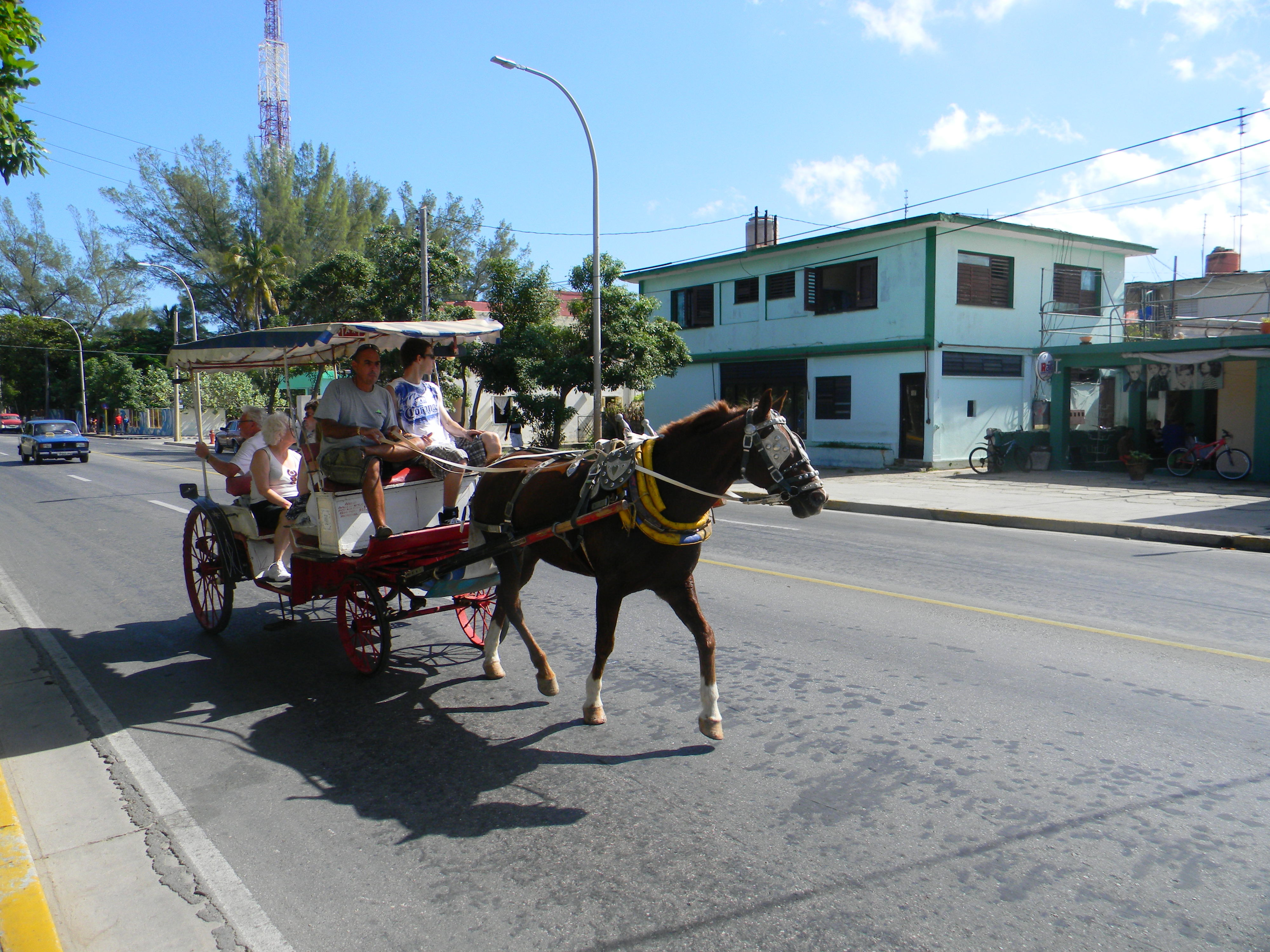
馬車
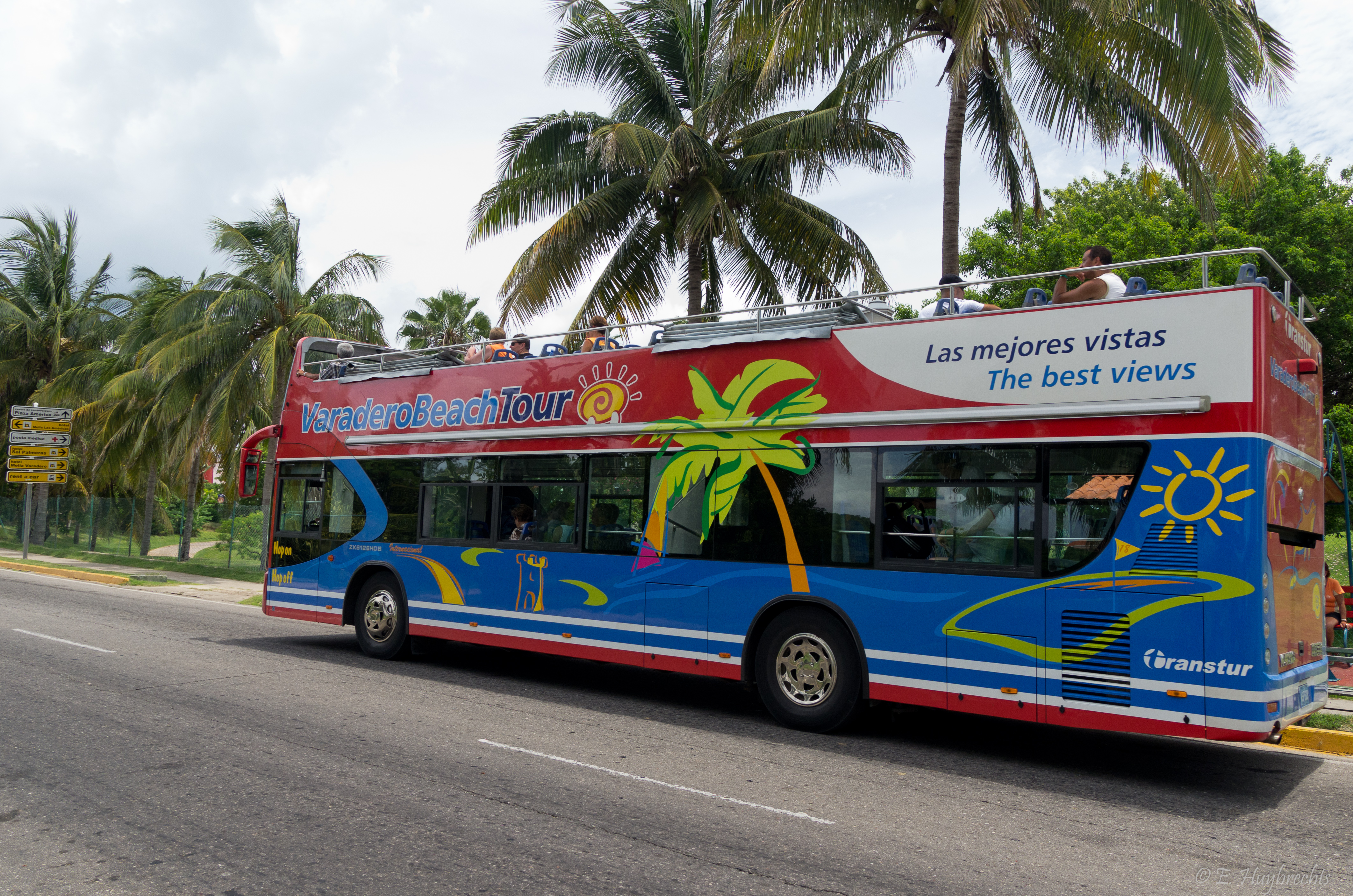
二階建てバス
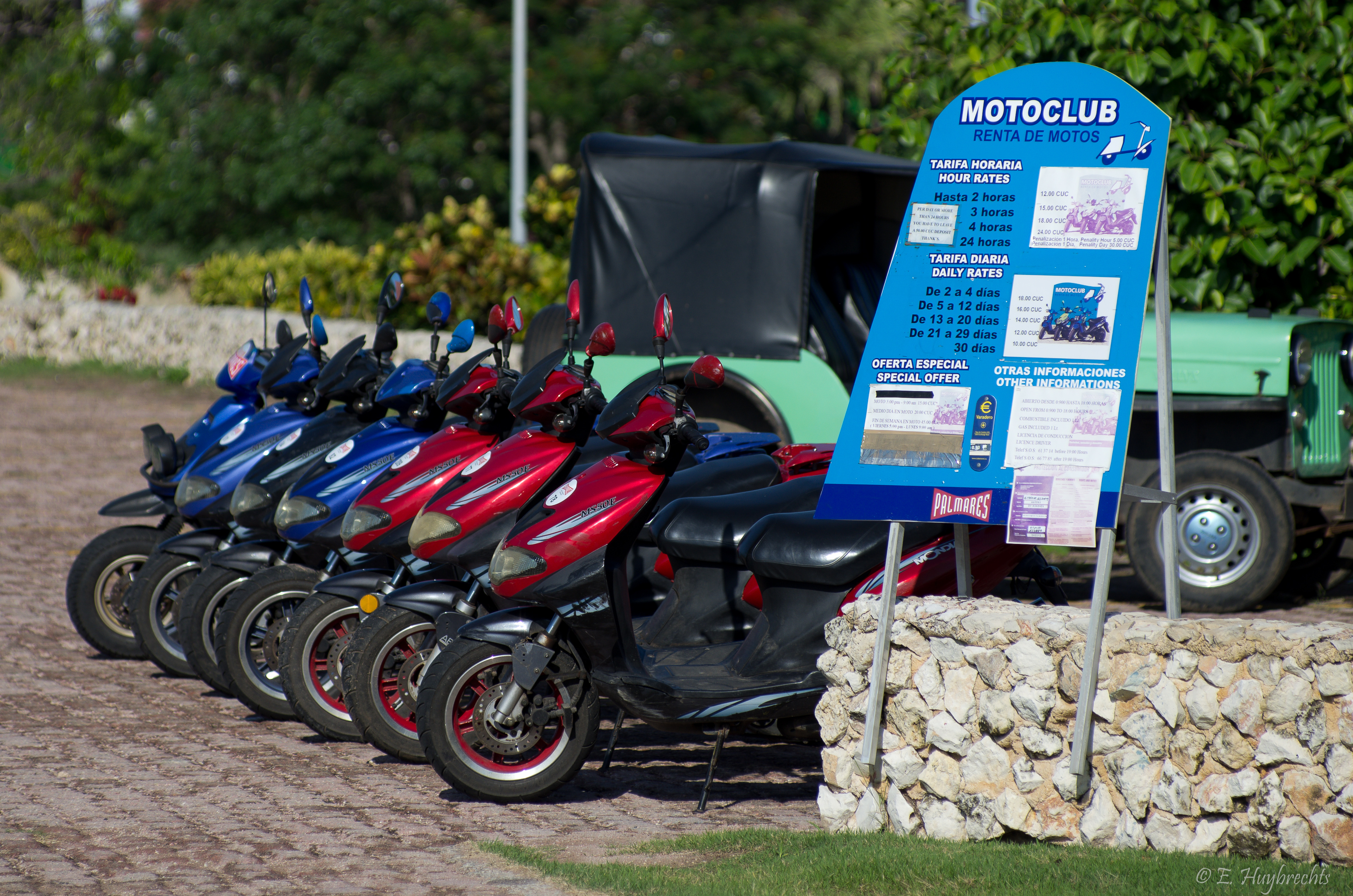
レンタルバイク
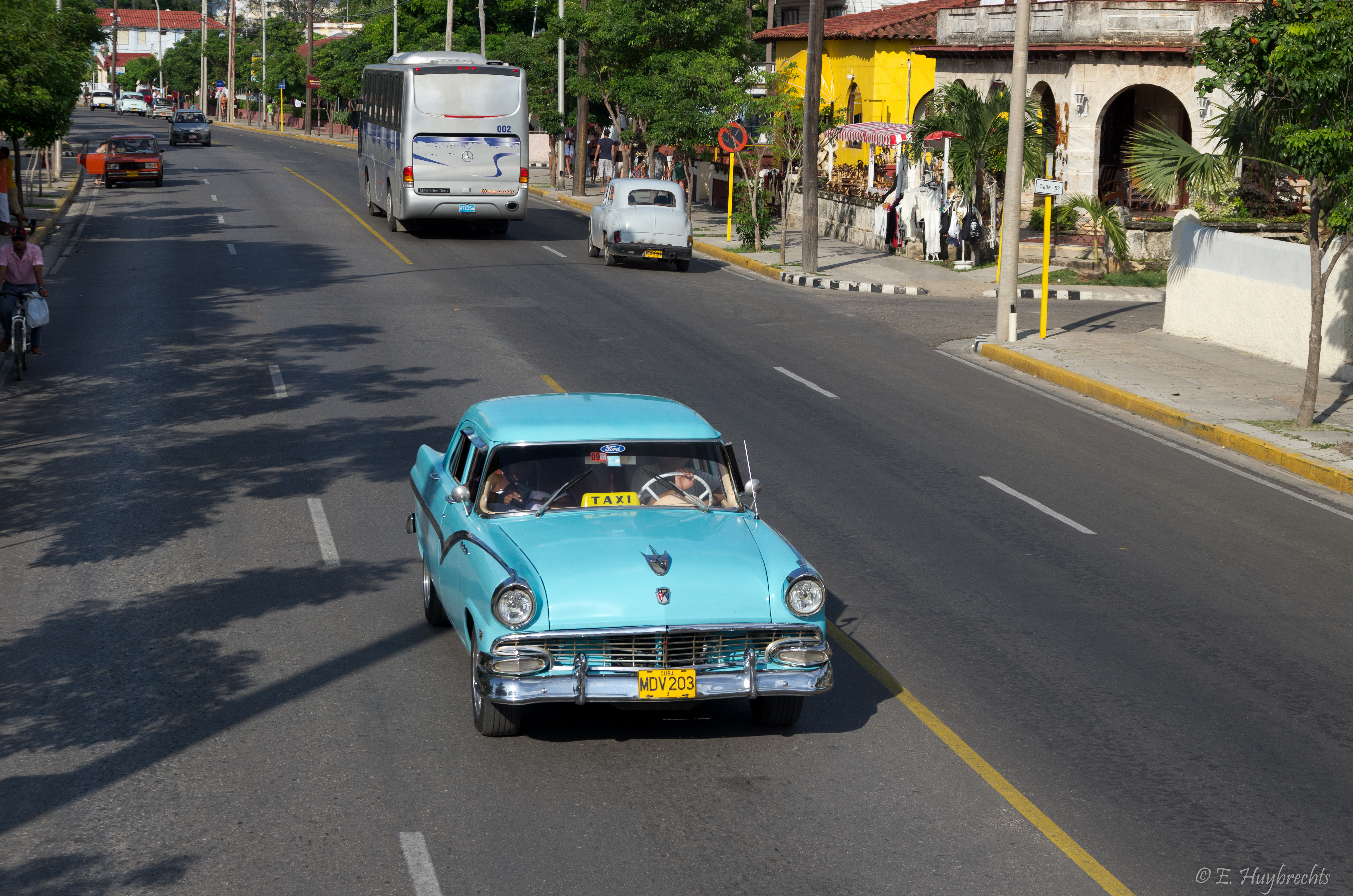
クラシックカーを使用したタクシー

## 人口

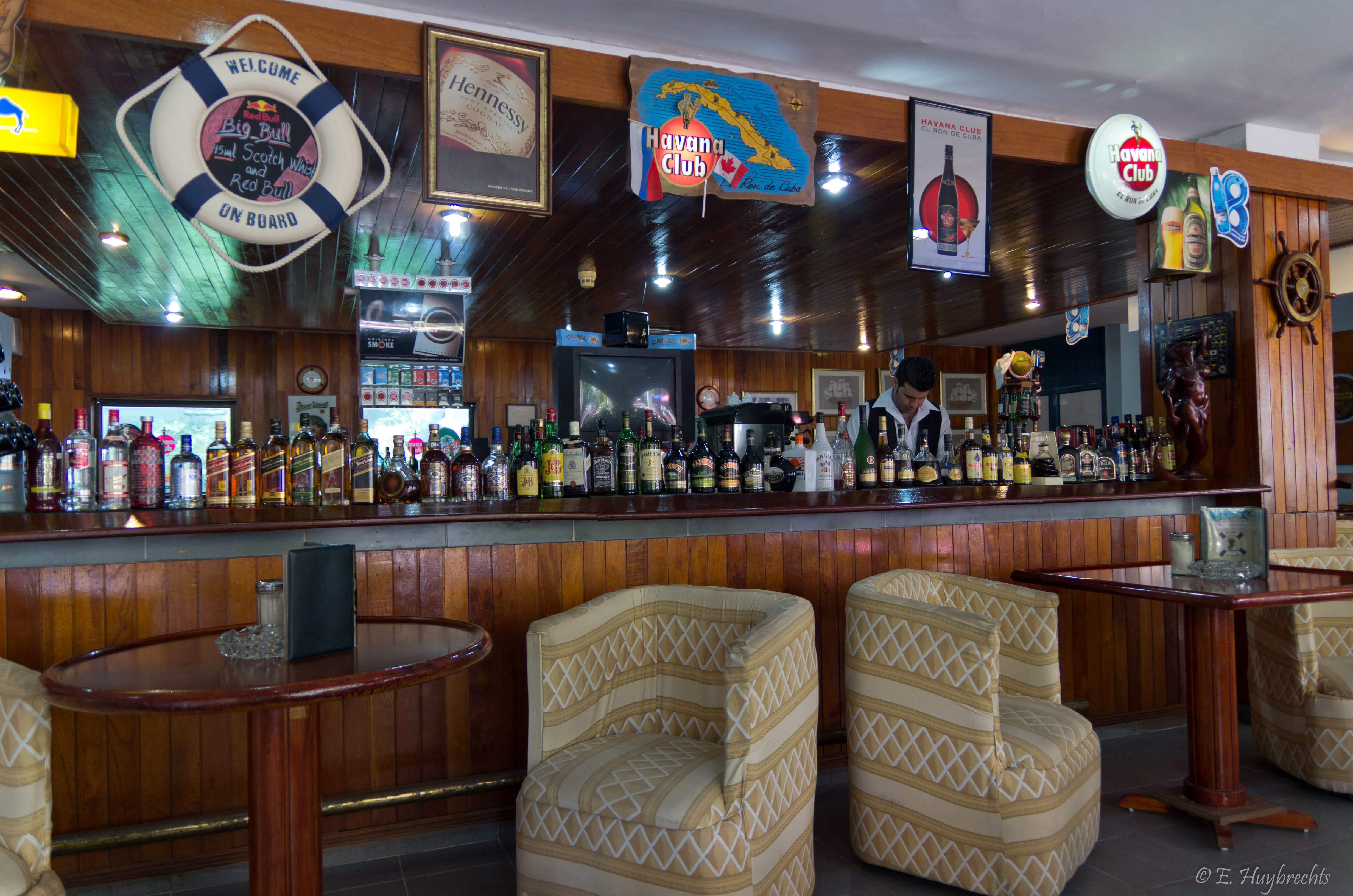
バラデーロのバル

1998年のバラデーロの自治体人口は19,898人だった。2007年のバルデーロの自治体人口は約20,000人であり、うち半島部分には7,000人が住んでいた。面積は32km2であり、人口密度は771.3人/km2だった。第110号法案が施行された結果、2011年1月にはバルデーロという自治体が廃止され、カルデナスという自治体の一部となった。2010年のカルデナスの自治体人口は143,593人である。したがって、今日の「バルデーロ」という言葉は半島部分にあるリゾート地のみを指している。バルデーロで観光業に従事する者の多くはカルデナスから通勤している。

## 出身者
- ホセ・ミランダ（英語版） (1986-) : サッカー選手。
- レオネル・スミス（英語版） (1909-2000) : 水泳選手。

## 姉妹都市
- メキシコ、カンクン
- ウルグアイ、プンタ・デル・エステ
- イギリス、ドリフィールド（英語版）